# Norham
Norham är en ort och civil parish i Storbritannien.   Den ligger i grevskapet och kommunen Northumberland i riksdelen England, i den centrala delen av landet, 500 km norr om huvudstaden London. Norham ligger 14 meter över havet och antalet invånare är 579.
Terrängen runt Norham är huvudsakligen platt. Norham ligger nere i en dal. Runt Norham är det ganska glesbefolkat, med 25 invånare per kvadratkilometer. Närmaste större samhälle är Berwick-upon-Tweed, 12,4 km nordost om Norham. Trakten runt Norham består till största delen av jordbruksmark.